# 三法度論
《三法度論》是犢子部的論書，東晉瞿曇僧伽提婆譯。異譯本有公元382年符秦鳩摩羅佛提等譯的《四阿鋡暮抄解》，題為婆素跋陀（Vasubhadra）造。慧遠於《三法度序》稱本論為山賢造，僧伽先（Saṃghasena）註釋。

## 篇章結構
本論以三分法為主，分三品，每品三真度（犍度），共九真度。下表以《三法度論》譯詞為主，括號中為部份《四阿鋡暮抄解》對應譯詞。
| 德品 | 福      | 施              | 施             | 施             | 施             | 施             | 第一 真度 |
| 德品 | 福      | 戒              |                |                |                |                | 第一 真度 |
| 德品 | 福      | 修              | 禪             | 禪             | 禪             | 禪             | 第一 真度 |
| 德品 | 福      | 修              | 無量           |                |                |                | 第一 真度 |
| 德品 | 福      | 修              | 無色           |                |                |                | 第一 真度 |
| 德品 | 根      |                 |                |                |                |                | 第一 真度 |
| 德品 | 無惡    | 忍辱            | 忍辱           | 忍辱           | 忍辱           | 忍辱           | 第一 真度 |
| 德品 | 無惡    | 多聞            |                |                |                |                | 第一 真度 |
| 德品 | 無惡    | 不惡 (聖分)     | 真知識(善知識) | 真知識(善知識) | 真知識(善知識) | 真知識(善知識) | 第一 真度 |
| 德品 | 無惡    | 不惡 (聖分)     | 真御意(思惟)   |                |                |                | 第一 真度 |
| 德品 | 無惡    | 不惡 (聖分)     | 真由 (得)      | 具 (等具)      | 善損 (等書)    | 糞掃衣         | 第一 真度 |
| 德品 | 無惡    | 不惡 (聖分)     | 真由 (得)      | 具 (等具)      | 善損 (等書)    | 無事           | 第一 真度 |
| 德品 | 無惡    | 不惡 (聖分)     | 真由 (得)      | 具 (等具)      | 善損 (等書)    | 乞食           | 第一 真度 |
| 德品 | 無惡    | 不惡 (聖分)     | 真由 (得)      | 具 (等具)      | 伏根           |                | 第一 真度 |
| 德品 | 無惡    | 不惡 (聖分)     | 真由 (得)      | 具 (等具)      | 近行禪         |                | 第一 真度 |
| 德品 | 無惡    | 不惡 (聖分)     | 真由 (得)      | 方便           | 戒             | 戒             | 第二 真度 |
| 德品 | 無惡    | 不惡 (聖分)     | 真由 (得)      | 方便           | 上止 (息)      | 進             | 第二 真度 |
| 德品 | 無惡    | 不惡 (聖分)     | 真由 (得)      | 方便           | 上止 (息)      | 念             | 第二 真度 |
| 德品 | 無惡    | 不惡 (聖分)     | 真由 (得)      | 方便           | 上止 (息)      | 定             | 第二 真度 |
| 德品 | 無惡    | 不惡 (聖分)     | 真由 (得)      | 方便           | 智             | 見地           | 第二 真度 |
| 德品 | 無惡    | 不惡 (聖分)     | 真由 (得)      | 方便           | 智             | 修地           | 第二 真度 |
| 德品 | 無惡    | 不惡 (聖分)     | 真由 (得)      | 方便           | 智             | 無學地         | 第二 真度 |
| 德品 | 無惡    | 不惡 (聖分)     | 真由 (得)      | 果             | 佛             | 佛             | 第三 真度 |
| 德品 | 無惡    | 不惡 (聖分)     | 真由 (得)      | 果             | 辟支佛         |                | 第三 真度 |
| 德品 | 無惡    | 不惡 (聖分)     | 真由 (得)      | 果             | 聲聞           | 離欲           | 第三 真度 |
| 德品 | 無惡    | 不惡 (聖分)     | 真由 (得)      | 果             | 聲聞           | 未離欲         | 第三 真度 |
| 德品 | 無惡    | 不惡 (聖分)     | 真由 (得)      | 果             | 聲聞           | 阿羅漢         | 第三 真度 |
|      |         |                 |                |                |                |                |           |
| 惡品 | 惡行    | 身惡行          | 身惡行         | 身惡行         | 身惡行         | 身惡行         | 第四 真度 |
| 惡品 | 惡行    | 口惡行          |                |                |                |                | 第四 真度 |
| 惡品 | 惡行    | 意惡行          |                |                |                |                | 第四 真度 |
| 惡品 | 愛      | 染              | 染             | 染             | 染             | 染             | 第五 真度 |
| 惡品 | 愛      | 恚              |                |                |                |                | 第五 真度 |
| 惡品 | 愛      | 慢              |                |                |                |                | 第五 真度 |
| 惡品 | 無明    | 非智            | 有為不知       | 有為不知       | 有為不知       | 有為不知       | 第六 真度 |
| 惡品 | 無明    | 非智            | 無為不知       |                |                |                | 第六 真度 |
| 惡品 | 無明    | 非智            | 不可說不知     |                |                |                | 第六 真度 |
| 惡品 | 無明    | 邪智            | 身見           | 身見           | 身見           | 身見           | 第六 真度 |
| 惡品 | 無明    | 邪智            | 邊見           |                |                |                | 第六 真度 |
| 惡品 | 無明    | 邪智            | 盜見           |                |                |                | 第六 真度 |
| 惡品 | 無明    | 惑智            | 寶不了         | 寶不了         | 寶不了         | 寶不了         | 第六 真度 |
| 惡品 | 無明    | 惑智            | 諦不了         |                |                |                | 第六 真度 |
| 惡品 | 無明    | 惑智            | 定不了         |                |                |                | 第六 真度 |
|      |         |                 |                |                |                |                |           |
| 依品 | 陰      | 色陰            | 色陰           | 色陰           | 色陰           | 色陰           | 第七 真度 |
| 依品 | 陰      | 行              |                |                |                |                | 第七 真度 |
| 依品 | 陰      | 知              | 痛             | 痛             | 痛             | 痛             | 第七 真度 |
| 依品 | 陰      | 知              | 想             |                |                |                | 第七 真度 |
| 依品 | 陰      | 知              | 識             |                |                |                | 第七 真度 |
| 依品 | 界      | 欲界            | 欲界           | 欲界           | 欲界           | 欲界           | 第八 真度 |
| 依品 | 界      | 色界            |                |                |                |                | 第八 真度 |
| 依品 | 界      | 無色界          |                |                |                |                | 第八 真度 |
| 依品 | 入 (處) | 細滑入 (更樂處) | 近境界         | 近境界         | 近境界         | 近境界         | 第九 真度 |
| 依品 | 入 (處) | 細滑入 (更樂處) | 不近境界       |                |                |                | 第九 真度 |
| 依品 | 入 (處) | 細滑入 (更樂處) | 無境界         |                |                |                | 第九 真度 |
| 依品 | 入 (處) | 度入 (異學處)   | 一處因         | 一處因         | 一處因         | 一處因         | 第九 真度 |
| 依品 | 入 (處) | 度入 (異學處)   | 不正因         |                |                |                | 第九 真度 |
| 依品 | 入 (處) | 度入 (異學處)   | 無因           |                |                |                | 第九 真度 |
| 依品 | 入 (處) | 解脫入 (解脫處) | 想             | 想             | 想             | 想             | 第九 真度 |
| 依品 | 入 (處) | 解脫入 (解脫處) | 禪             |                |                |                | 第九 真度 |
| 依品 | 入 (處) | 解脫入 (解脫處) | 博聞           |                |                |                | 第九 真度 |

## 犢子部宗義
犢子部作為部派佛教最早的四大部派之一，在印度佛教滅亡之後，其理論只在漢譯的《三法度論》（四阿含抄解）和《依說論》（《三彌底部論》）中有所存留。

### 補特伽羅論
《三法度論》記載：
|  | 問：云何不可說？答：不可說者，受、過去、滅施設。……受施設者，眾生已受陰、界、入，計（眾生與陰界入是）一及餘（異）。過去施設者，因過去陰界入說，如所說：「我於爾時名瞿旬陀」。滅施設者，若已滅是因受說，如所說：「世尊般涅槃」。復次過去施設者，制眾生斷。滅施設者，制有常。受施設者，制無。不受施設者，制有。 |

#### 不可說法
《三法度論》並舉三世有為、無為和不可說的記載：
|  | 問：云何無願？答：無願者，過去、未來、現在，不樂立。無願者，不立義，是入此三中，過去、未來、現在，是一切有為，如《說處經》所說。彼若作是意，我及涅槃，彼不攝是三，此不應爾，所以者何？一無二義故，涅槃者，離世一向無緣，彼中無意我者，離三世，更無此不可說，是以三中不樂立，是謂無願。 |

|  | 問：云何相？答：相者，起、住、壞，起者生，住者成，壞者敗。問：漫說於眾生、涅槃有疑，眾生及涅槃，亦有此相。若有者，為大過，即有無常。若不者，此經有過，應當說起住壞，是有為相。答：眾生者，於相是餘不可說，若異即有常，若是即無常，是二過不可說，涅槃亦如是，是故分別，當知相者，一向有為相。 |

### 阿羅漢有退論
《中阿含經·大品·福田經》記載：
|  | 云何九無學人。思法。昇進法。不動法。退法。不退法。護法。護則不退，不護則退。實住法。慧解脫。俱解脫。是謂九無學人。 |

《三法度論》記載：
|  | 阿羅漢者是說供養名。堪受供養故曰阿羅漢。問誰堪受。答為一切眾生。故說阿羅漢。是阿羅漢三種。利根鈍根中根。問云何利根。答利根者。住法升進不動法……。問云何鈍根。答鈍根者。退念護法。退法念法護法。此三是鈍根。 退法者。或差降退非聖諦故曰退法。或復於修地退。修者修習。說以不修習是名退。如學經已不數習忘。如是不修習修地退。是病業誦和諍遠行觀故退。以是故名修地。 念法者已得阿羅漢。劣行故及身劣。便作是念。我所作以作。我何為住。如是思念。思念者多品數。亦思念財產及裁衣。但此中思念捨命。護法者。不退亦不思念。但極大方便護。如貧多方便得財守。是鈍根。問中根云何。答中根者。慧解脫具不具解脫……。 |

### 第一義諦
《三法度論》記載：
|  | 問云何第一義諦。答第一義者。作字念至竟止。作字及一切念至竟止。是謂第一義諦。作者身業。字者口業。念者意業。若此三至竟滅。是謂第一義諦。是涅槃義。 |

### 二十七賢聖
《三法度論》詳細解說了《中阿含經·大品·福田經》的十八有學和九無學。
|        |        | 信勝       | 信勝     | 信勝       | 慧勝       | 慧勝     | 慧勝     | 俱勝     | 俱勝       | 俱勝     |
| ------ | ------ | ---------- | -------- | ---------- | ---------- | -------- | -------- | -------- | ---------- | -------- |
| 未離欲 | 第八   | 從信行     | 從信行   | 從信行     | 從法行     | 從法行   | 從法行   | 俱行     | 俱行       | 俱行     |
| 未離欲 | 須陀洹 | 極七       | 極七     | 極七       | 中         | 中       | 中       | 家家     | 家家       | 家家     |
| 未離欲 | 薄地   | 一來       | 一來     | 一來       | 中         | 中       | 中       | 一種     | 一種       | 一種     |
| 離欲   | 離欲   | 信解脫     | 信解脫   | 信解脫     | 見到       | 見到     | 見到     | 身證     | 身證       | 身證     |
| 離欲   | 離欲   | 上流般涅槃 | 行般涅槃 | 無行般涅槃 | 上流般涅槃 | 生般涅槃 | 中般涅槃 | 行般涅槃 | 無行般涅槃 | 生般涅槃 |
|        | 漏盡   | 慧解脫     | 慧解脫   | 慧解脫     | 俱解脫     | 俱解脫   | 俱解脫   | 俱解脫   | 俱解脫     | 俱解脫   |

|        | 鈍根 | 鈍根 | 鈍根 | 中根   | 中根   | 中根   | 利根 | 利根   | 利根   |
| ------ | ---- | ---- | ---- | ------ | ------ | ------ | ---- | ------ | ------ |
| 阿羅漢 | 退法 | 念法 | 護法 | 慧解脫 | 俱解脫 | 俱解脫 | 住法 | 升進法 | 不動法 |

## 引用
1. ↑  《四阿鋡暮抄序》：「阿鋡暮者。秦言趣無也。阿難既出十二部經。又採撮其要逕至道法。為四阿鋡暮。與阿毘曇及律並為三藏焉。身獨學士以為至德未墜於地也。有阿羅漢。名婆素跋陀(秦言今賢人名也得無著道)。抄其膏腴以為一部。九品四十六葉。斥重去複文約義豐。真可謂經之瓔鬘也。百行美妙。辯是與非。莫不悉載也。優奧深富行之能事畢矣。有外國沙門。字因提麗。先齎詣前部國。祕之佩身。不以示人。其王彌第求得諷之。遂得布此。余以壬午之歲八月。東省先師寺廟於鄴寺。令鳩摩羅佛提執梵佛念佛護為譯。僧導曇究僧叡筆受。至冬十一月乃訖。此歲夏出阿毘曇。冬出此經。一年之中具三藏也。深以自幸。但恨八九之年。始遇斯經。恐韋編未絕不終其業耳。若加數年將無大過也。近勅譯人。直令轉梵為秦。解方言而已。經之文質所不敢易也。又有懸數懸事。皆訪其人為注其下。時復以意消息者。為其章章注修妬路者。其人注解引經本也。其有直言修妬路者。引經證非注解也。」
2. ↑  慧遠《三法度序》：「三法度經者。蓋出四阿含。四阿含則三藏之契經。十二部之淵府也。以三法為統。以覺法為道。開而當名變而彌廣。法雖三焉。而類無不盡。覺雖一焉。而智無不周。觀諸法而會其要。辯眾流而同其原。斯乃始涉之鴻漸。舊學之華苑也。有應真大人。厥號山賢。恬思閑宇智周變通。感達識之先覺。愍後矇之未悟。故撰此三法。因而名云。目德品暨于所依。凡三章九真度。斯其所作也。其後有大乘居士。字僧伽先。以為山賢所集雖辭旨高簡。然其文猶隱。故仍前人章句為之訓傳演散本文以廣其義顯發事類以弘其美。幽讚之功於斯乃盡。自茲而後道光于世其教行焉。於是振錫取足者。仰玄風而高。蹈禪思入微者。挹清流而洗心。高座談對之士。擬之而後言。博識淵有之賓。由之而贍聞也。有遊方沙門。出自罽賓。姓瞿曇氏。字僧伽提婆。昔在本國豫聞斯道。邪翫神趣懷佩以遊。其人雖不親承二賢之音旨。而諷味三藏之遺言。志在分德誨人不惓。每至講論嗟詠有餘。遠與同集勸令宣譯。提婆於是自執胡經。轉為晉言。雖音不曲盡而文不害意。依實去華務存其本。自昔漢興逮及有晉。道俗名賢並參懷聖典。其中弘通佛教者。傳譯甚眾。或文過其意。或理勝其辭。以此考彼殆兼先典。後來賢哲若能參通晉胡善譯方言。幸復詳其大歸以裁厥中焉。」
3. ↑  《三法度論》：「受名者取義也。因業及煩惱癡意計我是我所。是名受。」
4. ↑  文字增補出自印順《說一切有部為主的論書與論師之研究》，第九章「上座別系分別論者」，第三節「被稱為分別論者的犢子部」，第二項「三法度論與僧伽斯那」。
5. ↑  《增一阿含經·火滅品·第2經》：「有此二法涅槃界。云何為二。有餘涅槃界．無餘涅槃界。彼云何名為有餘涅槃界。於是。比丘滅五下分結。即彼般涅槃。不還來此世。是謂名為有餘涅槃界。彼云何名為無餘涅槃界。於是。比丘盡有漏成無漏。意解脫．智慧解脫。自身作證而自遊戲。生死已盡。梵行已立。更不受有。如實知之。是謂為無餘涅槃界。此二涅槃界。當求方便。至無餘涅槃界。」
6. 1 2  《增支部·五集·149經、150經》：「「諸比丘！此等五法，能令時解脫之比丘退失。何等為五？即：樂於作業、樂於談話、樂於睡眠、樂於與眾雜處、不如實觀察解脫心是。諸比丘！此等五法，能令時解脫之比丘退失。」
《大毘婆沙論》：「如契經說。有五因緣令時解脫阿羅漢退。一營事業。二樂戲論。三和諍訟。四好遠行。五遇長病。」
7. ↑  《雜阿含經·一〇九一經》(S.4.23. Godhika)：「時。有尊者瞿低迦。住王舍城仙人山側黑石室中。獨一思惟。不放逸行。修自饒益。時受意解脫身作證。數數退轉。一．二．三．四．五．六反退。還復得。時受意解脫身作證。尋復退轉。彼尊者瞿低迦作是念。我獨一靜處思惟。不放逸行。精勤修習。以自饒益。時受意解脫身作證。而復數數退轉。乃至六反。猶復退轉。我今當以刀自殺。莫令第七退轉。」
8. ↑  《中阿含經·大品·福田經》：「世尊告曰。居士。世中凡有二種福田人。云何為二。一者學人。二者無學人。學人有十八。無學人有九。居士。云何十八學人。信行、法行。信解脫、見到、身證。家家、一種、向須陀洹、得須陀洹、向斯陀含、得斯陀含、向阿那含、得阿那含。中般涅槃、生般涅槃、行般涅槃、無行般涅槃、上流色究竟。是謂十八學人。居士。云何九無學人。思法。昇進法。不動法。退法。不退法。護法。護則不退、不護則退。實住法。慧解脫。俱解脫。是謂九無學人。」
《雜阿含經·九九二經》：「佛告長者。世間有二種福田。何等為二。學及無學。即說偈言。世有學無學。大會常延請。正直心真實。身口亦復然。是即良福田。施者獲大果。」
9. ↑  《雜阿含經·八二三經》：「如是知．如是見。斷三結。貪．恚．癡薄。得一種子道。若彼地未等覺者。得斯陀含。彼地未等覺者。名家家。彼地未等覺者。得須陀洹。彼地未等覺者。得隨法行。彼地未等覺者。得隨信行。」
10. ↑  《三法度論》：「問云何第八若數者應第一不第八。初向後至阿羅漢云何此是阿羅漢耶。答不當觀。如人有八。兒彼非以長為第。八以幼為第。八如是世尊功德子有八。彼阿羅漢為長。諸漏已盡故。謂初向為幼。是以說第八。」
11. ↑  《三法度論》：「中者。此二中。非一向從家至家般涅槃。亦不一向極七天人生般涅槃。而於中間般涅槃。」
12. ↑  《三法度論》：「云何薄地。答薄地者。一來一種中。欲界結薄住。故曰薄地。」
13. ↑  《三法度論》：「此三。一來一種中。一來者此終生天上。一來而般涅槃。一種者。受一有而般涅槃。增益功德故。中者此二俱。是三謂未離欲。」
14. ↑  《雜阿含經·八二三經》：「如是知．如是見。斷五下分結。謂身見．戒取．疑．貪欲．瞋恚。斷此五下分結。得中般涅槃。於彼未等覺者。得生般涅槃。於彼未等覺者。得無行般涅槃。於彼未等覺者。得有行般涅槃。於彼未等覺者。得上流般涅槃。」
15. ↑  《雜阿含經·九三六經》：「聖弟子一向於佛清淨信。乃至決定智慧。於正法．律如實知見。不得見到。是名聖弟子不墮惡趣。乃至信解脫。」
16. ↑  《雜阿含經·九三六經》：「若聖弟子一向於佛清淨信。乃至決定智慧。不得八解脫身作證具足住。然於正法．律如實知見。是名聖弟子不墮惡趣。乃至見到。」
17. ↑  《雜阿含經·九三六經》：「聖弟子一向於佛清淨信。乃至決定智慧。八解脫身作證具足住。而不見有漏斷。是名聖弟子不墮惡趣。乃至身證。」
18. ↑  《中阿含經·七法品·善人往經》：「復次。比丘行當如是。我者無我。亦無我所。當來無我。亦無我所。已有便斷。已斷得捨。有樂不染。合會不著。行如是者。無上息迹慧之所見。然未得證。比丘行如是。往至何所。譬若如鐵洞燃俱熾。以椎打之。迸火飛空。從上來還。未至地滅。當知比丘亦復如是。少慢未盡。五下分結已斷。得中般涅槃。是謂第三善人所往至處。世間諦如有。」
19. ↑  《雜阿含經·八二三經》：「如是知．如是見。欲有漏心解脫．有有漏心解脫．無明有漏心解脫。解脫知見。我生已盡。梵行已立。所作已作。自知不受後有。」
20. ↑  《雜阿含經·九三六經》：「聖弟子一向於佛清淨信。乃至決定智慧。不得八解脫身作證具足住。然彼知見有漏斷。是名聖弟子不墮惡趣。乃至慧解脫。」
21. 1 2  《雜阿含經·七一〇經》：「貪欲染心者。不得不樂。無明染心者。慧不清淨。是故。比丘。離貪欲者心解脫。離無明者慧解脫。若彼比丘離貪欲。心解脫。得身作證。離無明。慧解脫。是名比丘斷愛縛．結。慢無間等。究竟苦邊。
22. 1 2  《中阿含經·因品·大因經》：「阿難。若有比丘彼七識住及二處知如真。心不染著。得解脫者。是謂比丘阿羅訶。名慧解脫。復次。阿難。有八解脫。云何為八。色觀色。是謂第一解脫。復次。內無色想外觀色。是謂第二解脫。復次。淨解脫身作證成就遊。是謂第三解脫。復次。度一切色想。滅有對想。不念若干想。無量空處。是無量空處成就遊。是謂第四解脫。復次。度一切無量空處。無量識處。是無量識處成就遊。是謂第五解脫。復次。度一切無量識處。無所有處。是無所有處成就遊。是謂第六解脫。復次。度一切無所有處。非有想非無想處。是非有想非無想處成就遊。是謂第七解脫。復次。度一切非有想非無想處想。知滅解脫。身作證成就遊。及慧觀諸漏盡知。是謂第八解脫。阿難。若有比丘彼七識住及二處知如真。心不染著。得解脫。及此八解脫。順逆身作證成就遊。亦慧觀諸漏盡者。是謂比丘阿羅訶。名俱解脫。」
《長阿含經·大緣方便經》：「阿難。復有八解脫。云何八。色觀色。初解脫。內無色想。觀外色。二解脫。淨解脫。三解脫。度色想。滅有對想。不念雜想。住空處。四解脫。度空處。住識處。五解脫。度識處。住不用處。六解脫。度不用處。住有想無想處。七解脫。滅盡定。八解脫。阿難。諸比丘於此八解脫。逆順遊行。入出自在。如是比丘得俱解脫。」
23. ↑  《雜阿含經·九三六經》：「聖弟子於佛一向淨信。於法．僧一向淨信。於法利智．出智．決定智。八解脫具足身作證。以智慧見。有漏斷知。如是聖弟子不趣地獄．畜生．餓鬼。不墮惡趣。說阿羅漢俱解脫。」
24. ↑  《雜阿含經·七一經》：「是名比丘阿羅漢。（1）盡諸有漏。（2）所作已作。（3）已捨重擔。（4）逮得己利。（5）盡諸有結。（6）正智心解脫。」
25. ↑  《三法度論》：「阿羅漢者是說供養名。堪受供養故曰阿羅漢。問誰堪受。答為一切眾生。故說阿羅漢。」
26. ↑  《三法度論》：「俱解脫二。一得具解脫。二不具。俱解脫者。信及慧。已得此二故勝。」
《四阿鋡暮抄解》：「俱分解脫二。盡解脫報。不盡解脫報。俱分解脫名念解脫慧解脫。是二增去義彼義。」

## 外部連結
- 三法度論初探（页面存档备份，存于）